# Aurel Percă
Aurel Percă (Săbăoani, 15 agosto 1951) è un arcivescovo cattolico rumeno, dal 21 novembre 2019 arcivescovo metropolita di Bucarest.

## Biografia
Aurel Percă è nato a Săbăoani il 15 agosto 1951.

### Formazione e ministero sacerdotale
Ha concluso la scuola generale nel 1965 e il liceo nel 1969 a Săbăoani. Ha proseguito gli studi nella scuola dei cantori di Iaşi fino al 1973 e ha compiuto gli studi di filosofia e teologia presso l'Istituto teologico "San Giuseppe" di Iași.
Il 26 maggio 1979 è stato ordinato presbitero per la diocesi di Iași nella cattedrale diocesana da monsignor Antal Jakab, vescovo ausiliare di Alba Iulia. In seguito è stato vicario parrocchiale della parrocchia di "San Nicola" a Bacău dal 1º agosto 1979 al 30 ottobre 1980. Nel 1980 è stato inviato a Roma per studi. Nel 1983 ha conseguito la licenza in teologia patristica presso il Pontificio Istituto Orientale e nel 1985 la licenza in teologia morale presso l'Accademia alfonsiana. Tornato in patria è stato cancelliere vescovile dal 1985; professore di teologia morale e teologia patristica nel seminario maggiore e nell'Istituto teologico di Iaşi e rettore del seminario "San Giuseppe" di Iaşi dal 1989.
Dopo la rivoluzione del dicembre del 1989, il numerus clausus (il numero massimo di seminaristi che era stato imposto dal 1958 dal Dipartimento dei culti) è stato abbandonato ed è stato possibile accogliere tanti studenti quanti erano i bisogni della diocesi di Iaşi. Molti candidati al sacerdozio sono stati mandati a proseguire gli studi all'estero e alcuni professori hanno ricevuto borse di studio presso università cattoliche in Occidente. Sono stati rivisti i regolamenti e i programmi analitici, la biblioteca è stata ampliata acquistando numerosi libri dall'estero, è ripresa l'edizione della rivista del seminario diocesano Drumuri deschise, i diplomi di laurea rilasciati dal seminario diocesano hanno ricevuto il riconoscimento dal Ministero dell'istruzione e della scienza, gli sono stati edifici ampliati e le terre restituite. Il seminario ha iniziato ad essere frequentato da molte personalità rumene e straniere.
Inoltre, in questo periodo, è stata aperta la Facoltà di teologia didattica per i laici e il liceo del seminario teologico è stato distaccato dall'Istituto teologico di Iaşi e trasferito a Bacău. Sono state avviate le procedure per ottenere l'affiliazione dell'Istituto teologico "San Giuseppe" alla Facoltà di teologia della Pontificia Università Lateranense. Padre Aurel Percă ha tenuto diversi corsi per seminaristi e sacerdoti.
Il 1º agosto 1994 è stato nominato vicario generale della diocesi di Iași. Ha mantenuto la cattedra di teologia morale presso l'Istituto teologico. In questo periodo ha sostenuto monsignor Petru Gherghel sia nella sua attività pastorale interna sia nei rapporti con varie associazioni e organizzazioni all'estero.

### Ministero episcopale

Stemma di monsignor Percă come vescovo ausiliare di Iaşi.

Il 29 settembre 1999 papa Giovanni Paolo II lo ha nominato vescovo ausiliare di Iași e titolare di Mauriana. Ha ricevuto l'ordinazione episcopale l'8 settembre successivo nella cattedrale di Santa Maria Regina a Iaşi dal vescovo di Iași Petru Gherghel, co-consacranti l'arcivescovo Jean-Claude Périsset, nunzio apostolico in Romania, e l'arcivescovo metropolita di Bucarest Ioan Robu. Come motto ha scelto l'espressione "In caritate radicati et fundati" tratta dal versetto 3,17 della Lettera agli Efesini.
Come ausiliare ha celebrato, da solo o insieme a monsignor Gherghel, numerose consacrazioni di chiese e l'ordinazione di sacerdoti e diaconi. Ha inoltre effettuato una serie di visite pastorali in tutta la diocesi.
Ha partecipato alla XVII Giornata mondiale della gioventù svoltasi a Toronto dal 23 al 28 luglio 2002. Dal 9 al 16 novembre 2003 è stato invitato nella diocesi di Lodi per partecipare alla Giornata mondiale del migrante e del rifugiato, che si celebra in tutta Italia. In questa occasione si è recato anche a Padova e ha celebrato una liturgia alla quale hanno partecipato oltre 400 fedeli, la maggior parte dei quali originari della diocesi di Iaşi. Riguardo alla comunità dei romeni a Padova, monsignor Percă ha dichiarato: "È una comunità viva, dinamica; i fedeli rispondono alle iniziative dell'animatore pastorale. Lo si vedeva nella celebrazione della Santa Messa e della confermazione, quando i fedeli hanno partecipato molto attivamente e hanno voluto rispettare le specificità delle celebrazioni in Moldavia". Dal 17 marzo al 5 aprile 2005 ha visitato la comunità dei cattolici romeni in Israele.
Nel febbraio del 2003, nel febbraio del 2010 e nel novembre del 2018 ha compiuto la visita ad limina.
Il 21 novembre 2019 papa Francesco lo ha nominato arcivescovo metropolita di Bucarest. Ha preso possesso dell'arcidiocesi l'11 gennaio successivo con una cerimonia nella cattedrale di San Giuseppe a Bucarest. L'8 agosto 2020 monsignor Miguel Maury Buendia, nunzio apostolico in Romania e Moldavia, gli ha imposto il pallio nella cattedrale metropolitana di Bucarest.
Dal 7 maggio 2022 è vicepresidente della Conferenza episcopale della Romania. In seno alla stessa è presidente del consiglio amministrativo, della commissione per l'educazione  e di quella per gli operatori sanitari dal 23 maggio 2000. In precedenza è stato delegato per i credenti romeno-cattolici di lingua romena all'estero e ha presieduto la Conferenza episcopale dal 24 settembre 2020 al 7 maggio 2022.

## Genealogia episcopale
La genealogia episcopale è:
- Cardinale Scipione Rebiba
- Cardinale Giulio Antonio Santori
- Cardinale Girolamo Bernerio, O.P.
- Arcivescovo Galeazzo Sanvitale
- Cardinale Ludovico Ludovisi
- Cardinale Luigi Caetani
- Cardinale Ulderico Carpegna
- Cardinale Paluzzo Paluzzi Altieri degli Albertoni
- Papa Benedetto XIII
- Papa Benedetto XIV
- Papa Clemente XIII
- Cardinale Marcantonio Colonna
- Cardinale Giacinto Sigismondo Gerdil, B.
- Cardinale Giulio Maria della Somaglia
- Cardinale Carlo Odescalchi, S.I.
- Vescovo Eugène de Mazenod, O.M.I.
- Cardinale Joseph Hippolyte Guibert, O.M.I.
- Cardinale François-Marie-Benjamin Richard de la Vergne
- Cardinale Pietro Gasparri
- Cardinale Clemente Micara
- Cardinale Antonio Samorè
- Cardinale Angelo Sodano
- Vescovo Petru Gherghel
- Arcivescovo Aurel Percă